# آینه سلطان‌اوا
آینه سلطان‌اوا (انگلیسی: Ayna Sultanova؛ ۱۸۹۵ – ۱۹۳۸ (ساله ۴۲–۴۳)) سیاستمدار اهل اتحاد جماهیر شوروی سوسیالیستی بود. او یک فعال حزب کمونیست آذربایجان شوروی و یکی از نخستین انقلابیون زن آذربایجانی بود و در سال ۱۹۳۸ نخستین وزیر زن کابینه جمهوری آذربایجان شد.
وی همچنین برندهٔ جوایزی همچون نشان پرچم سرخ کار شده‌است.
او با حمید سلطان‌اف، رئیس شورای کمیساریای خلق آذربایجان شوروی در نخجوان ازدواج کرد. در سال ۱۹۳۸، در پی پاکسازی بزرگ، هر دوی آنها به همراه غضنفر موسی‌بکوف، برادر آینه سلطان‌اوا، به اتهامات ضدانقلاب کمونیستی دستگیر و مدت کوتاهی پس از آن با جوخه تیراندازی اعدام شدند.
خیابانی به نام آینه سلطانوا در گنجه و بنای یادبودی در باکو به او اختصاص داده شده‌است.